# Velika Ivanča
Velika Ivanča (Servisch cyrillisch Велика Иванча) is een plaats in de Servische gemeente Mladenovac. De plaats telt 1796 inwoners (2002).

## Schietpartij
Vroeg in de ochtend van 9 april 2013 vond in het dorp een schietpartij plaats. Een man ging met een geweer van huis tot huis. Bij de schietpartij vonden 13 mensen de dood: 6 vrouwen, 6 mannen en een baby van 2 jaar. De dader was een oorlogsveteraan van 60 jaar. Na de schietpartij heeft hij ook zichzelf en zijn vrouw proberen dood te schieten, maar dit lukte niet. Ze raakten wel allebei gewond. Op 11 april stierf de dader alsnog.
Deze schietpartij is de dodelijkste gebeurtenis in Servië sinds de oorlogen in Joegoslavië. Nog dezelfde dag werd het Servische parlement bijeengeroepen om over de schietpartij te praten.